# Паулика Јон
Паулика Јон (рум. Paulică Ion; 10. јануар 1983) професионални је рагбиста и репрезентативац Румуније, који тренутно игра за француског друголигаша Перпињан. Висок је 183 цм, тежак је 119 кг и игра на позицији стуба. За Перпињан је до сада одиграо 44 утакмице. Пре Перпињана играо је за РК Стеауа Букурешт 2005–2007. (11 утакмица), Бат 2007–2009. (24 утакмице), Лондон Ајриш 2009–2012. (64 утакмице, 5 поена), Лондон велш 2012–2013. (20 утакмица). Играо је на три светска првенства (2003, 2007, 2011). За репрезентацију Румуније је до сада одиграо 74 утакмице и постигао 5 поена.